# Candidatura de España-Portugal-Marruecos para la Copa Mundial de Fútbol 2030
España-Portugal-Marruecos 2030 es la candidatura tripartita para albergar la Copa Mundial 2030. Fue presentada de manera oficial y originalmente solo con los países ibéricos el 4 de junio de 2021 en un acto con el rey Felipe VI, el presidente de Portugal Marcelo Rebelo de Sousa y los presidentes de los respectivos gobiernos, Pedro Sánchez y António Costa.
Las otra candidatura contra la que debió competir la de España-Portugal-Marruecos es Uruguay-Argentina-Paraguay-Chile. Inicialmente, el Gobierno de España anunció la posibilidad de presentar una candidatura conjunta España-Portugal-Marruecos para el mundial de 2026, pero, finalmente, Marruecos presentó su candidatura individual para el mundial de 2026 y de 2030.
La FIFA ha acordado que el proceso de licitación se lanzará en el segundo semestre de 2022. La elección del país o países anfitriones del Mundial de 2030 se decidirá en 2024, en el 74.º Congreso de la FIFA.
El 4 de octubre de 2023, Gianni Infantino, presidente de la FIFA, confirmó que España, Portugal y Marruecos organizarán el torneo mundialista tras el acuerdo llegado entre UEFA, CAF y Conmebol, en el que se establece que Argentina, Paraguay y Uruguay acogerán sendos partidos inaugurales del Mundial 2030, en conmemoración del primer mundial de 1930, celebrado en Uruguay.

## Historia

### Antecedentes
En la visita concedida por la FIFA a las posibles ciudades sedes de España-Portugal para la Copa Mundial de 2018, se denotó el amplio desarrollo en infraestructura, medios de transporte y la fortaleza en el espacio de alojamiento disponible para los posibles asistentes, pero dejó en claro que la elección sería el único medio mediante el cual la FIFA otorgaría dicha sede, y que se tendría mucho en cuenta el factor inversión, ya que los estadios españoles y portugueses denotan ya su vetustez en sus estructuras, que por falta de inversión; se han visto arruinados, y que los mismos desde el mundial español de 1982 no han sido reformados. Aun a pesar de esto, la dirigencia, la casa real española y otros sectores dieron amplio respaldo a la postulación.
Las votaciones hechas en Zúrich dieron finalmente la primera instancia a la candidatura conjunta y a Rusia, pero en la segunda ronda la candidatura rusa se enarboló frente al precario trabajo diplomático hecho por españoles y lusos para obtener la codiciada sede del mundial 2018.

### Inicio de la propuesta España-Portugal
Tras la candidatura de 2018, meses después, la RFEF anunció que comenzaba junto con la Federación de Portugal la fase de análisis para lanzar una posible candidatura al Mundial de 2030. Tras mantener diversas reuniones, las federaciones de fútbol de España y de Portugal confirmaron haber comenzado un profundo proceso de análisis sobre la posibilidad de presentar una candidatura conjunta para organizar la Copa del Mundo de 2030.

### Polémica
El 19 de noviembre de 2018, Pedro Sánchez, presidente del gobierno español, propuso realizar una candidatura en conjunto entre Marruecos, España y Portugal. Luis Rubiales, presidente de la Real Federación Española de Fútbol (RFEF) aprovechó la última visita del presidente de la FIFA, Gianni Infantino, a España para presentarle el proyecto.
Dos meses más tarde, el jefe del Ejecutivo de visita en Marruecos invitó a sus autoridades a sumarse al plan. De vuelta a España, Sánchez dijo que el propio rey Mohamed VI se había mostrado “muy receptivo” y que los tres países iban a empezar a trabajar en el proyecto.
Sánchez se reunió con el Rey de Marruecos, Mohamed VI, y con su homólogo portugués, Antonio Costa, quienes vieron con agrado la propuesta. Sin embargo, también surgieron críticas debido a que sería la primera Copa del Mundo que se realizaría simultáneamente en dos continentes.
"Ha trasladado la propuesta primero al gobierno y posteriormente al Rey Mohamed VI de que podamos lanzar una candidatura conjunta en el año 2030 para celebrar el Mundial entre Marruecos, España y Portugal", confirmó Pedro Sánchez ante los medios. Fuentes de la RFEF dijeron a algunos medios que no tenían conocimiento previo del anuncio que hizo Sánchez en Rabat, aunque después Rubiales lo negó.
Después de dos semanas, la UEFA reunió a su Consejo Ejecutivo y el presidente declaró:

“Alguien debería decir de una vez a los políticos que no depende de ellos si serán anfitriones de las Eurocopas o de la Copa del Mundo o no”. “Deben hablar con sus federaciones nacionales”.
Aleksander Ceferin

Días después, tras meses sin novedades, la candidatura tripartita salió de nuevo a relucir con motivo del viaje de los reyes de España a Marruecos, acompañados de una nutrida delegación del Gobierno, que incluía al ministro José Guirao, del que dependen los asuntos deportivos.
Por su parte, la secretaría de Estado para el Deporte se ha limitado a responder que "son las federaciones las que tienen que trabajar y ponerse de acuerdo. No es a los gobiernos, sino a las federaciones a quien toca construir este proyecto. España ha demostrado que es muy capaz a la hora de organizar grandes eventos deportivos".
Fuentes de la RFEF han apuntado que “no se está hablando con Marruecos. Se está hablando con Portugal". En la Real Federación de Fútbol de Marruecos el hermetismo es aún mayor, ya que aún no se ha conocido ningún posicionamiento público al respecto del Mundial 2030. Además, Marruecos tendría una posible candidatura junto a sus vecinos magrebíes Argelia y Túnez.

### Adición de Ucrania como coanfitrión
El 5 de octubre de 2022, la FPF y la RFEF realizaron una conferencia de prensa conjunta sobre su candidatura para la Copa Mundial de 2030 en la sede de la UEFA en Nyon, Suiza. El presidente de la RFEF, Rubiales, y el presidente de la FPF, Gomes, se unieron al presidente de la UAF, Andriy Pavelko, y anunciaron que Ucrania se uniría a la candidatura. Si bien la participación de Ucrania en el torneo no se anunció directamente, se cree que Ucrania podría albergar un grupo en el torneo.

## Posibles sedes
El 14 de julio de 2022, la Real Federación Española de Fútbol reveló una lista con 15 estadios candidatos, de los cuales 11 serían seleccionados. Portugal, mientras tanto, presentaría tres estadios.El 22 de junio de 2023, el presidente de la Real Federación de Fútbol de Marruecos, Foauzi Lekjaa, reveló que 6 estadios de 6 ciudades diferentes serían los seleccionados de Marruecos para albergar partidos del mundial junto con España y Portugal. Al haberse sumado Marruecos a la candidatura es de esperar que el número de estadios españoles pueda verse reducido, aunque no hay confirmación oficial de que esto ocurra.
El 19 de julio de 2024, la Real Federación Española de Fútbol anunció la lista de las 11 sedes españolas seleccionadas, descartando a Valencia, Vigo, Gijón y Murcia.

### Sedes confirmadas en España
| España                                                                             | España                                   | España                               | España                               |
| Barcelona Bilbao Madrid San Sebastián Sevilla Zaragoza La Coruña Málaga Las Palmas | Barcelona                                | Barcelona                            | Bilbao                               |
| ---------------------------------------------------------------------------------- | ---------------------------------------- | ------------------------------------ | ------------------------------------ |
| Barcelona Bilbao Madrid San Sebastián Sevilla Zaragoza La Coruña Málaga Las Palmas | Spotify Camp Nou                         | RCDE Stadium                         | San Mamés                            |
| Barcelona Bilbao Madrid San Sebastián Sevilla Zaragoza La Coruña Málaga Las Palmas | Capacidad: 105.000 tras reforma en curso | Capacidad: 40.000                    | Capacidad: 53.331                    |
| Barcelona Bilbao Madrid San Sebastián Sevilla Zaragoza La Coruña Málaga Las Palmas |                                          |                                      |                                      |
| Barcelona Bilbao Madrid San Sebastián Sevilla Zaragoza La Coruña Málaga Las Palmas | Madrid                                   | Madrid                               | Sevilla                              |
| Barcelona Bilbao Madrid San Sebastián Sevilla Zaragoza La Coruña Málaga Las Palmas | Santiago Bernabeu                        | Estadio Metropolitano                | La Cartuja                           |
| Barcelona Bilbao Madrid San Sebastián Sevilla Zaragoza La Coruña Málaga Las Palmas | Capacidad: 85.000 tras reforma en curso  | Capacidad: 70.460                    | Capacidad: 57.619 ampliable a 75.000 |
| Barcelona Bilbao Madrid San Sebastián Sevilla Zaragoza La Coruña Málaga Las Palmas |                                          |                                      |                                      |
| Barcelona Bilbao Madrid San Sebastián Sevilla Zaragoza La Coruña Málaga Las Palmas | Las Palmas                               | San Sebastián                        | Zaragoza                             |
| Barcelona Bilbao Madrid San Sebastián Sevilla Zaragoza La Coruña Málaga Las Palmas | Gran Canaria                             | Anoeta                               | La Romareda                          |
| Barcelona Bilbao Madrid San Sebastián Sevilla Zaragoza La Coruña Málaga Las Palmas | Capacidad: 32.392 ampliable a 44.500     | Capacidad: 40.000                    | Capacidad: 33.608 ampliable a 42.500 |
| Barcelona Bilbao Madrid San Sebastián Sevilla Zaragoza La Coruña Málaga Las Palmas |                                          |                                      |                                      |
| Barcelona Bilbao Madrid San Sebastián Sevilla Zaragoza La Coruña Málaga Las Palmas | La Coruña                                | Málaga                               |                                      |
| Barcelona Bilbao Madrid San Sebastián Sevilla Zaragoza La Coruña Málaga Las Palmas | Riazor                                   | La Rosaleda                          |                                      |
| Barcelona Bilbao Madrid San Sebastián Sevilla Zaragoza La Coruña Málaga Las Palmas | Capacidad: 32.490 ampliable a 48.000     | Capacidad: 30.044 ampliable a 45.000 |                                      |
| Barcelona Bilbao Madrid San Sebastián Sevilla Zaragoza La Coruña Málaga Las Palmas |                                          |                                      |                                      |

### Sedes confirmadas en Portugal
| Estádio da Luz    | Estádio José Alvalade | Estádio do Dragão |
| Capacidad: 64 642 | Capacidad: 50 095     | Capacidad: 50 033 |
|                   |                       |                   |

### Posibles sedes en Marruecos
| Estadio Hassan II                    | Estadio Ibn Batouta                  | Estadio de Marrakech                 |
| Capacidad: 113.000                   | Capacidad: 65.000 Ampliable a 88.000 | Capacidad: 45.250 Ampliable a 70.000 |
|                                      |                                      |                                      |
| Rabat                                | Agadir                               | Fez                                  |
| Estadio Príncipe Moulay Abdellah     | Estadio de Agadir                    | Estadio de Fez                       |
| Capacidad: 53.000 Ampliable a 69.500 | Capacidad: 45.480 Ampliable a 55.000 | Capacidad: 45.000 Ampliable a 55.000 |
|                                      |                                      |                                      |

## Otras candidaturas confirmadas
- Conmebol

-  Uruguay,  Argentina,  Paraguay y  Chile. El 29 de julio de 2017, la Asociación del Fútbol Argentino y la Asociación Uruguaya de Fútbol anunciaron una candidatura conjunta. Antes de que Uruguay y Argentina empataran sin goles en Montevideo por las Clasificatorias al mundial de Rusia 2018 los jugadores del Barcelona Luis Suárez y Lionel Messi promovieron la candidatura con camisetas conmemorativas. El 31 de agosto de 2017, Paraguay sugirió unirse como tercer anfitrión. La Conmebol confirmó la triple candidatura en septiembre de 2017. La candidatura de Uruguay-Argentina-Paraguay coincidiría con el centenario de la primera final de la Copa Mundial de Fútbol, que tuvo lugar en Uruguay, y con el bicentenario de la primera Constitución de Uruguay. El 14 de febrero de 2019, el presidente de Chile, Sebastián Piñera, anunció que su país también será parte de la candidatura al Mundial de 2030.